# HNK Radnički Vukovar
NK Radnički Vukovar je nogometni klub iz Vukovara.
Trenutačno se natječe se u 2. ŽNL Vukovarsko-srijemskoj.

## Povijest
Osnivanjem Vukovarskog nogometnog podsaveza 1963. godine, pojavila se mogućnost za veći razvoj nogometa u okolici Vukovara. Iako je u vukovarskom prigradskom naselju Borovu postojao nogometni klub Borovo, javila se potreba za osnivanjem kluba koji neće biti vezan za tvornicu obuće Borovo. Tako je 28. kolovoza 1963. godine osnovan NK Radnički (Trokut) Vukovar.
U početku klub nije imao vlastiti teren, pa je igrao na pomoćnom igralištu NK Borova, tzv. "Riu", a već na proljeće 1964. godine bilo je napravljeno igralište na kojem klub i danas igra, tzv. "Trokut".
Najveći uspjeh klub je postigao u sezoni 1966./67. kada je osvojio prvo mjesto u prvenstvu nogometnog saveza područja Vukovar i preko kvalifikacija ušao u Slavonsku nogometnu zonu gdje se zadržao samo jednu sezonu. Iste sezone je osvojio i Kup nogometnog podsaveza Vukovara. Prvenstvo nogometnog podsaveza je osvojio još jednom prigodom, u sezoni 1984./85., ali nije imao sreće u kvalifikacijama za Slavonsku nogometnu zonu, kada je igrao protiv Murse, drugoplasiranog iz Međuopćinske lige Osijek-Donji Miholjac-Valpovo.
Izbijanjem rata 1991. godine, klub je obustavio djelovanje, a rad je obnovio 1. srpnja 2001. godine (klub je registriran 1998. godine). Tada je ime kluba promijenjeno u Hrvatski nogometni klub "Radnički" Borovo naselje – Vukovar.
10. kolovoza 2002. godine, osnovana je škola nogometa.

### Plasmani kluba kroz povijest
- 1963./64. Prvenstvo nogometnog podsaveza Vukovar – 2. mjesto
- 1964./65. Prvenstvo nogometnog podsaveza Vukovar – 2. mjesto
- 1965./66. Prvenstvo nogometnog podsaveza Vukovar – 3. mjesto
- 1966./67. Prvenstvo nogometnog podsaveza Vukovar – 1. mjesto
- 1967./68. Slavonska nogometna zona – 15. mjesto
- 1968./69. Prvenstvo nogometnog podsaveza Vukovar – 9. mjesto
- 1969./70. Prvenstvo nogometnog podsaveza Vukovar – 3. mjesto
- 1970./71. Prvenstvo nogometnog podsaveza Vukovar – 13. mjesto
- 1971./72. Prvenstvo nogometnog podsaveza Vukovar – 2. mjesto
- 1972./73. Prvenstvo nogometnog podsaveza Vukovar – 10. mjesto
- 1973./74. Prvenstvo nogometnog podsaveza Vukovar – 3. mjesto
- 1974./75. Prvenstvo nogometnog podsaveza Vukovar – 4. mjesto
- 1975./76. Prvenstvo nogometnog podsaveza Vukovar – 3. mjesto
- 1976./77. Prvenstvo nogometnog podsaveza Vukovar – 3. mjesto
- 1977./78. Prvenstvo nogometnog podsaveza Vukovar – 2. mjesto
- 1978./79. Prvenstvo nogometnog podsaveza Vukovar – 5. mjesto
- 1979./80. Prvenstvo nogometnog podsaveza Vukovar – 3. mjesto
- 1980./81. Prvenstvo nogometnog podsaveza Vukovar – 5. mjesto
- 1981./82. Prvenstvo nogometnog podsaveza Vukovar – 7. mjesto
- 1982./83. Prvenstvo nogometnog podsaveza Vukovar – 12. mjesto
- 1983./84. Prvenstvo nogometnog podsaveza Vukovar – 9. mjesto
- 1984./85. 1. općinska nogometna liga Vukovar – 1. mjesto; izgubio u kvalifikacijama za Slavonsku Zonu
- 1985./86. 1. općinska nogometna liga Vukovar – 3. mjesto
- 1986./87. 1. općinska nogometna liga Vukovar – nepoznat plasman
- 1987./88. 1. općinska nogometna liga Vukovar – 2. mjesto
- 1988./89. 1. općinska nogometna liga Vukovar – 4. mjesto
- 1989./90. 1. općinska nogometna liga Vukovar – 4. mjesto
- 1990./91. 1. općinska nogometna liga Vukovar – 8. mjesto
- 1991. – 2001. klub nije djelovao
- 2001./02. 2. županijska nogometna liga Vukovarsko-srijemska Skupina A – 7. mjesto
- 2002./03. 2. županijska nogometna liga Vukovarsko-srijemska Skupina A – 6. mjesto
- 2003./04. 2. županijska nogometna liga Vukovarsko-srijemska Skupina A – 12. mjesto
- 2004./05. 2. županijska nogometna liga Vukovarsko-srijemska Skupina A – 12. mjesto
- 2005./06. 2. županijska nogometna liga Vukovarsko-srijemska Skupina A – 8. mjesto
- 2006./07. 2. županijska nogometna liga Vukovarsko-srijemska NS Vukovar – 3. mjesto
- 2007./08. 2. županijska nogometna liga Vukovarsko-srijemska NS Vukovar – 3. mjesto
- 2008./09. 2. županijska nogometna liga Vukovarsko-srijemska NS Vukovar – 6. mjesto
- 2009./10. 2. županijska nogometna liga Vukovarsko-srijemska NS Vukovar – 3. mjesto
- 2010./11. 2. županijska nogometna liga Vukovarsko-srijemska NS Vukovar – 2. mjesto
- 2011./12. 1. županijska nogometna liga Vukovarsko-srijemska – 3. mjesto
- 2012./13. 1. županijska nogometna liga Vukovarsko-srijemska – 12. mjesto
- 2013./14. 1. županijska nogometna liga Vukovarsko-srijemska – 13. mjesto
- 2014./15. 1. županijska nogometna liga Vukovarsko-srijemska – 7. mjesto
- 2015./16. 1. županijska nogometna liga Vukovarsko-srijemska – 16. mjesto
- 2016./17. 2. županijska nogometna liga Vukovarsko-srijemska NS Vukovar – 7. mjesto

## Vanjske poveznice
- Službene stranice HNK Radnički
- Službene stranice HNK Radnički (arhivirano na web.archive.org)